# 1922 у кіно

## Фільми
- Вершник без голови
- Відьми — реж. Беньямін Крістенсен, Данія/Швеція
- Нанук з Півночі

## Персоналії

### Народилися
- 1 січня — Тано Чимароза, італійський актор, режисер, сценарист.
- 2 січня — Прокопець Георгій Мефодійович, радянський і український художник.
- 17 січня — Бетті Вайт, американська акторка, комедіантка і телеведуча.
- 24 січня:
  - Нагорний Олексій Петрович, російський письменник, сценарист. (пом. 1984).
  - Даніель Буланже, французький поет, прозаїк, драматург, сценарист і актор (пом. 2014).
- 31 січня — Джоан Дрю, американська акторка (пом. 1996).
- 9 лютого — Кетрін Грейсон, американська акторка і співачка сопрано.
- 27 лютого — Веліканова Гелена Марцеліївна, радянська і російська естрадна співачка, акторка, музична педагогиня.
- 5 березня — П'єр Паоло Пазоліні, італійський письменник, режисер, сценарист (пом. 1975).
- 8 березня — Матвєєв Євген Семенович, радянський актор, кінорежисер.
- 14 березня — Соловйов Анатолій Васильович, радянський і російський актор.
- 15 березня — Окрент Лев Лазаревич, український радянський балетмейстер і кіноактор.
- 20 березня — Карл Райнер, американський актор, режисер, продюсер, сценарист, письменник та комедіант.
- 3 квітня — Доріс Дей, американська акторка й співачка.
- 15 квітня — Семенов Костянтин Ігорович, російський радянський сценарист.
- 21 квітня — Скулме Валентин, латвійський актор (пом. 1989).
- 27 квітня — Джек Клагмен, американський актор.
- 2 травня — Серж Реджані, французький театральний та кіноактор, художник та співак італійського походження.
- 5 травня — Ніколаєва Ганна Тимофіївна, радянська і українська акторка театру та кіно.
- 6 травня — Етуш Володимир Абрамович, російський актор. Народний артист СРСР (1984).
- 13 травня:
  - Андрусенко Микола Іванович, український актор. Народний артист УРСР (1979) (пом. 2010).
  - Беатрис Артур, американська акторка (пом. 2009).
- 27 травня  — Крістофер  Лі, англійський актор і музикант (пом. 2015).
- 30 травня  — Дружников Володимир Васильович, радянський і російський актор.
- 2 червня — Чекан Станіслав Юліанович, радянський російський актор.
- 3 червня — Ален Рене, французький кінорежисер, сценарист, продюсер та актор (пом. 2014).
- 5 червня — Ластівка Петро Трохимович, український радянський актор, літератор.
- 10 червня — Джуді Гарленд, американська акторка й співачка (пом. 1969).
- 22 червня — Рибак Єлизавета Амбарцумівна, радянський і український режисер по монтажу.
- 26 червня:
  - Яковлєв Юрій Якович, російський письменник, сценарист.
  - Штикан Лідія Петрівна, радянська акторка театру і кіно.
- 30 червня — Дружников Володимир Васильович, радянський і російський актор.
- 7 липня — Лапиков Іван Герасимович, радянський актор театру і кіно. Народний артист СРСР (1982) (пом. 1993).
- 13 липня — Виноградова Марія Сергіївна, російська акторка. Заслужена артистка РРФСР (1987) (пом. 1995).
- 23 липня — Даміано Даміані, італійський режисер, сценарист, письменник.
- 1 серпня — Глазирін Олексій Олександрович, радянський актор театру та кіно (пом. 1971).
- 15 серпня — Січкін Борис Михайлович, радянський актор (пом. 2002).
- 22 серпня:
  - Мішлін Прель, французька акторка.
  - Талала Володимир Леонтійович, український художник по гриму.
  - Мілош Копецький, чеський актор.
- 28 серпня — Парфенюк Олена Павлівна, радянський і український художник по гриму.
- 31 серпня — Салов Георгій Павлович, український звукооператор і звукорежисер.
- 1 вересня — Івонн де Карло, американська акторка, співачка і танцюристка.
- 2 вересня — Тонунц Гурген Оганесович, російський актор.
- 9 вересня — Корольова Гуля, українська радянська акторка (пом. 1942).
- 11 вересня — Хейно Мандрі, естонський радянський актор театру і кіно.
- 14 вересня:
  - Мішель Оклер, французький актор сербського походження (пом. 1988).
  - Михайлов Олександр Олександрович, радянський російський актор театру та кіно.
- 15 вересня — Джекі Купер, американський актор, телевізійний режисер і продюсер.
- 30 вересня — Монахов Володимир Васильович, російський радянський кіноактор, кінорежисер, кінооператор.
- 19 жовтня — Федоренко Аріадна Никифорівна, радянська, українська звукооператорка.
- 23 жовтня — Колін Ґрей, американська акторка кіно та телебачення.
- 31 жовтня — Папанов Анатолій Дмитрович, радянський актор. Народний артист РРФСР (1966), народний артист СРСР (1973) (пом. 1987).
- 1 листопада — Джефф Річардс, американський професійний гравець у бейсбол, згодом — кіноактор (пом. 1989).
- 9 листопада — Дороті Дандрідж, американська акторка й співачка (пом. 1965).
- 12 листопада — Кім Гантер, американська акторка.
- 13 листопада — Оскар Вернер, австрійський актор (пом. 1984).
- 15 листопада — Франческо Розі, італійський кінорежисер (пом. 2015).
- 14 листопада — Вероніка Лейк, американська акторка (пом. 1973).
- 20 листопада — Тоніно Деллі Коллі, італійський кінооператор.
- 21 листопада — Марія Казарес, французька акторка театру і кіно іспанського (галісійського) походження (пом. 1996).
- 4 грудня — Жерар Філіп, французький актор (пом. 1959).
- 24 грудня — Ава Гарднер, американська акторка (пом. 1990).

### Померли
- 16 січня — Лисецький Сергій Опанасович, український кінооператор і кінорежисер.
- 21 квітня — Чарльз Арлінг, канадський актор.